# Hemibidessus conicus
Hemibidessus conicus är en skalbaggsart som först beskrevs av Zimmermann 1921.  Hemibidessus conicus ingår i släktet Hemibidessus och familjen dykare. Inga underarter finns listade i Catalogue of Life.